# Potato
Potato és un grup basc de música reggae nascut a Vitòria el 1984 i inclòs dins de l'etiqueta de Rock radical basc. Van ser els pioners del reggae i altres ritmes jamaicans a l'Estat espanyol, sobretot ska però també rocksteady, dub, lovers rock, raggamuffin i roots. Més de cinquanta músics han passat per Potato durant la seva llarga història. De tots ells, solament Pako Pko ha romàs des del principi.

## Trajectòria
Potato va ser fundat el setembre de 1984 per dos amants del reggae: Juan Borikó, conegut amb el pseudònim de «Johnny Brusko» i Pedro Espinosa «Aianai». La nit de cap d'any d'aquell mateix any van fer el seu primer concert a Vitòria i durant l'any següent seguirien tocant al costat de grups com Kortatu. El 1986 van publicar el seu primer disc al costat de Tijuana in Blue i de la mà de la discogràfica Oihuka, amb la qual publicaran els seus següents treballs fins al 1997. A l'abril de 2006, Juan Borikó va morir a causa d'un càncer de pàncrees. El grup va anunciar el seu comiat el 2007 i va fer una darrera gira.
No obstant això, el 2009 Potato va tornar als escenaris amb Pako Pko com a veu principal en una gira que va finalitzar el març de 2010. Pedro «Aianai», que no va participar en aquesta gira, va denunciar la usurpació del nom de la banda per part de Pako Pko, argumentant que el grup havia acordat el 2007 dissoldre's i no fer més concerts.

## Discografia
- Potato & Tijuana in Blue (Oihuka, 1986)[7]
- Punky, Reggae, Party (Oihuka, 1987)
- Erre que erre (Oihuka, 1990)
- Crónicas de puerto sin más (Oihuka, 1993)
- Plántala (Oihuka, 1995)
- PKO original (Gazteizko Langabetuen Asanblada, 1997)
- Directo, directo (Soviet Records, 1999)
- Como en sueños (Maldito Records, 2003)
- Potato en Fueros (Aianai Kultur Elkartea, 2007)
- Potato Todo El Rato (Maldito Records, 2014)